# Вашиньский, Михал
Михал Ваши́ньский (пол. Michał Waszyński, настоящее имя Моше Вакс(берг) пол. Mosze Waks(berg); 29 сентября 1904, Ковель, Волынская губерния, Российская империя — 20 февраля 1965, Мадрид, Испания) — польский, итальянский и американский кинорежиссёр, кинопродюсер и актёр.

## Биография
Учился в драматической студии С. Высоцкой в Киеве, а также в 1920—1923 годах в киношколе Виктора Беганьского в Варшаве. Стажировался на киностудии «UFA» в Берлине. Режиссёрский дебют состоялся в 1929 году («Под флагом любви»). В годы Второй мировой войны жил и работал в СССР (Львов, Киев, Ташкент). В 1942 году руководил киносекцией Польской Армии в СССР, в частности, снял «Военную хронику № 1» и «От побудки до отбоя». Как кинодокументалист работал в Иране, Ираке, Италии, где снял три художественные ленты. Затем перебрался в США, переключившись на продюсирование картин.

## Избранная фильмография

### Режиссёр
- 1929 — Под флагом любви / Pod banderą miłości
- 1930 — Культ тела / Kult ciała
- 1930 — Опасный роман / Niebezpieczny romans
- 1931 — / Uwiedziona
- 1932 — Безымянные герои / Bezimienni bohaterowie
- 1932 — Стометровка любви / Sto metrów miłości
- 1932 — Голос пустыни / Głos pustyni
- 1933 — Его превосходительство субъект / Jego ekscelencja subiekt
- 1933 — Двенадцать стульев / Dwanaście krzeseł (с Мартином Фричем)
- 1933 — / Zabawka
- 1933 — Прокурор Алиция Горн / Prokurator Alicja Horn
- 1934 — Певец Варшавы / Pieśniarz Warszawy
- 1934 — Влюблён, любит, уважает / Kocha, lubi, szanuje
- 1934 — Чем мой муж занят ночью? / Co mój mąż robi w nocy?
- 1934 — Чёрная жемчужина / Czarna perła
- 1935 — Антек-полицмейстер / Antek policmajster (по «Ревизору» Гоголя)
- 1935 — Азбука любви / ABC miłości
- 1935 — Его сиятельство шофёр / Jaśnie pan szofer
- 1935 — Вацусь / Wacuś
- 1935 — Барышня из спецвагона / Panienka z poste restante
- 1935 — Не было у бабы хлопот / Nie miała baba kłopotu
- 1936 — Додек на фронте / Dodek na froncie
- 1936 — Герои Сибири / Bohaterowie Sybiru
- 1936 — Болек и Лёлек / Bolek i Lolek
- 1936 — Папа женится / Papa się żeni
- 1936 — 30 каратов счастья / 30 karatów szczęścia
- 1936 — Будет лучше / Będzie lepiej
- 1937 — Знахарь / Znachor
- 1937 — Дибук / Dybuk
- 1938 — Женщины над пропастью / Kobiety nad przepaścią
- 1938 — Вторая молодость / Druga młodość
- 1938 — Последняя бригада / Ostatnia brygada
- 1938 — Профессор Вильчур / Profesor Wilczur
- 1938 — Геенна / Gehenna
- 1939 — Рена / Rena
- 1939 — Три сердца / Trzy serca
- 1939 — / U kresu drogi
- 1939 — Бродяги / Włóczęgi
- 1946 — Большой путь / Wielka droga
- 1948 — Незнакомец в Сан-Марино / Lo sconosciuto di San Marino
- 1949 — Вильгельм Телль / Guglielmo Tell

### Продюсер
- 1958 — Тихий американец / The Quiet American
- 1961 — Эль Сид / El Cid
- 1963 — 55 дней в Пекине / 55 Days at Peking
- 1964 — Падение Римской империи / The Fall of the Roman Empire
- 1964 — Мир цирка / Circus World

### Актёр
- 1935 — Не было у бабы хлопот / Nie miała baba kłopotu